# Pseudonigrita
Pseudonigrita is een geslacht van zangvogels uit de familie wevers en verwanten (Ploceidae).

## Soorten
Het geslacht kent de volgende soorten:
- Pseudonigrita arnaudi – Marmerwever
- Pseudonigrita cabanisi – Zwartkapwever